# Huyam Yarid
Huyam Yarid (Nacida en 1975, Beirut) es una escritora libanesa, quién ha recibido numerosos  premios por sus publicaciones. Fundó el Centro Libanés PEN en 2012 y es su actual presidenta.

## Vida y educación
Huyam nació en 1975 en una familia cristiana de clase mediana, y estudió sociología en la universidad de Saint Joseph en Beirut. Su primera publicación fue una colección de poesía titulada Reflexiones de Luna en 2013, ganó la Medalla de Oro para el Francophone Games en 2004, y publicó una segunda colección, Heridas de Agua en 2001. La publicación de sus colecciones ha resultado en el otorgamiento de numerosos premios e invitaciones a festivales de poesía particularmente en Canadá, Portugal, México y Suecia. Ella también participado en muchos eventos literarios en varios países y fue la ganadora del DUCA6 Stock Exchange otorgada por la Academia Francesa en 2007. Su trabajo estuvo distinguido a asuntos relacionados con la libertad y unión, así como tradición e hipocresía social.

## Centro Libanés PEN
Huyam Yarid es la fundadora y presidenta del Centro Libanés PEN. El nombre del centro está basado en "BOLÍGRAFO" del inglés. Ella resume las varias profesiones relacionadas con la escritura, incluyendo poetas, producciones de teatro, editores y novelistas. El equipo incluye un número grande de novelistas libaneses, poetas, becarios y periodistas. El Centro Internacional PEN es conocido como el centro PEN en Líbano. Antes de su reconocimiento, había otra organización, el "Club PEN Libanés" fundado por Camille Abou Sow, quien también está afiliado con la organización internacional. Yarid empezó esta posición después de su discusión con Eugene Shulgin, quien expresó un deseo de dejar la literatura para ser más libre en la cara de censura y cualquier forma de miedo.

## Trabajos
- Reflexiones de la Luna, Beirut en 2001.[10]
- El Gabinete de Sombras, París, 2006.[11]
- Maldita sea, Francia en 2012.[12]
- Estética de depredation, Montreal 2013.[13]
- Todo Es una Alucinación , París "literatura francesa" 2016.[13]